# Cindy König
Cindy König (Bremerhaven, 1993. augusztus 15. –) német női labdarúgó, az SC Braga játékosa.

## Pályafutása
1999-ben kezdet a Sparta Bremerhaven csapatánál apjával és testvérével focizni, majd a női csapatba igazolt a Geestemünder SC-nél. A Werder Bremen csapatánál létrehozták a női szakosztályt és Cindy ekkor az egyesülethez igazolt. Kétszeres év játékosa és Bundesliga 2 nyugati csoportjának gólkirálynője, valamint bajnoka.
2020. július 13-án tíz év után búcsúzott a zöld-fehérektől és a portugál bajnokságban érdekelt SC Braga csapatához szerződött.

## Statisztika
2020. október 10-i állapotnak megfelelően.
| Klub             | Szezon           | Bajnokság | Bajnokság | Kupa  | Kupa  | Nemzetközi | Nemzetközi | Összesen | Összesen |
| Klub             | Szezon           | Mérk.     | Gólok     | Mérk. | Gólok | Mérk.      | Gólok      | Mérk.    | Gólok    |
| ---------------- | ---------------- | --------- | --------- | ----- | ----- | ---------- | ---------- | -------- | -------- |
| Werder Bremen    | 2009–10          | 4         | 0         | 4     | 1     | 0          | 0          | 25       | 3        |
| Werder Bremen    | 2010–11          | 14        | 5         | 1     | 0     | 0          | 0          | 15       | 5        |
| Werder Bremen    | 2011–12          | 17        | 2         | 2     | 0     | 0          | 0          | 19       | 2        |
| Werder Bremen    | 2012–13          | 20        | 14        | 2     | 0     | 0          | 0          | 22       | 14       |
| Werder Bremen    | 2013–14          | 20        | 17        | 3     | 0     | 0          | 0          | 23       | 17       |
| Werder Bremen    | 2014–15          | 21        | 19        | 1     | 0     | 0          | 0          | 22       | 19       |
| Werder Bremen    | 2015–16          | 19        | 2         | 3     | 2     | 0          | 0          | 22       | 4        |
| Werder Bremen    | 2016–17          | 19        | 14        | 3     | 0     | 0          | 0          | 22       | 14       |
| Werder Bremen    | 2017–18          | 20        | 2         | 2     | 2     | 0          | 0          | 22       | 4        |
| Werder Bremen    | 2018–19          | 8         | 0         | 1     | 0     | 0          | 0          | 9        | 0        |
| Werder Bremen    | 2019–20          | 13        | 7         | 2     | 1     | 0          | 0          | 15       | 8        |
| Werder Bremen    | Összesen         | 175       | 83        | 22    | 6     | 0          | 0          | 197      | 89       |
| SC Braga         | 2020–21          | 3         | 0         | 0     | 0     | 0          | 0          | 3        | 0        |
| SC Braga         | Összesen         | 3         | 0         | 0     | 0     | 0          | 0          | 3        | 0        |
| Karrier összesen | Karrier összesen | 178       | 76        | 20    | 5     | 0          | 0          | 200      | 81       |

## Sikerei, díjai

### Klub
- Werder Bremen
  - Női Bundesliga 2 (Nord): 2016–17

### Egyéni
- Werder Bremen – Az Év játékosa: 2011–12, 2013–14
- Női Bundesliga 2 (Nord) gólkirálynő: 2013–14, 2014–15